# Шанская письменность

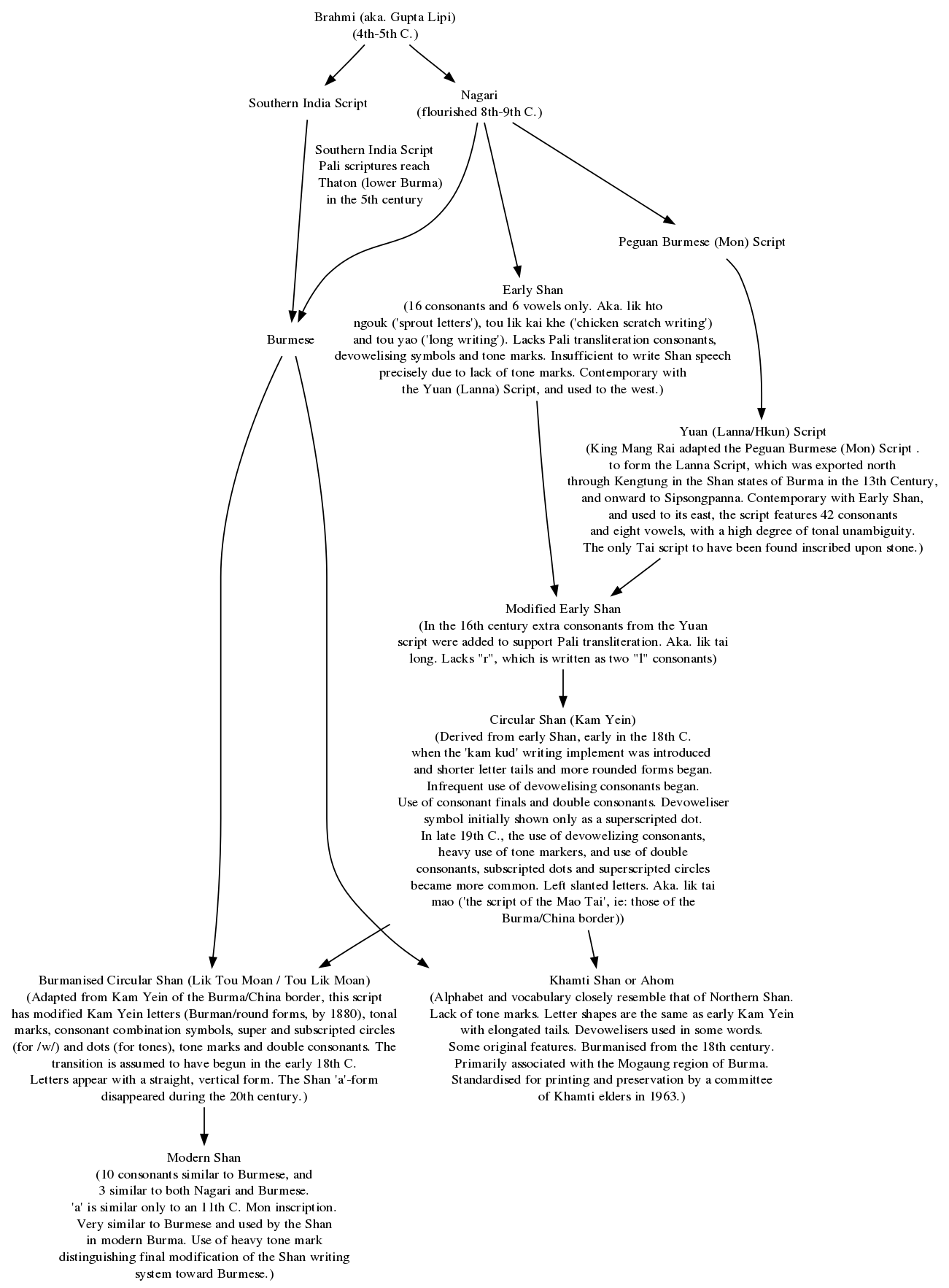
Эволюция шанского письма

Шанская письменность — совокупность систем для записи шанского языка, относящегося к тай-кадайской языковой семье. Для записи шанского языка используются две системы письма. Первое, называемое собственно шанским письмом (လိၵ်ႈတႆး) или «округлой формой шанского письма», используется носителями диалекта тай-лонг, проживающими в Мьянме, а также в Гэнма-Дай-Васком автономном уезде Китая. Второе, называемое «письмом тай-ныа» (ᥖᥭᥰ ᥘᥫᥴ) или «угловатой формой шанского письма», используется носителями диалекта тай-не (тай-ле), проживающими в Дэхун-Дай-Качинском автономном округе Китая.

## Собственно шанское письмо

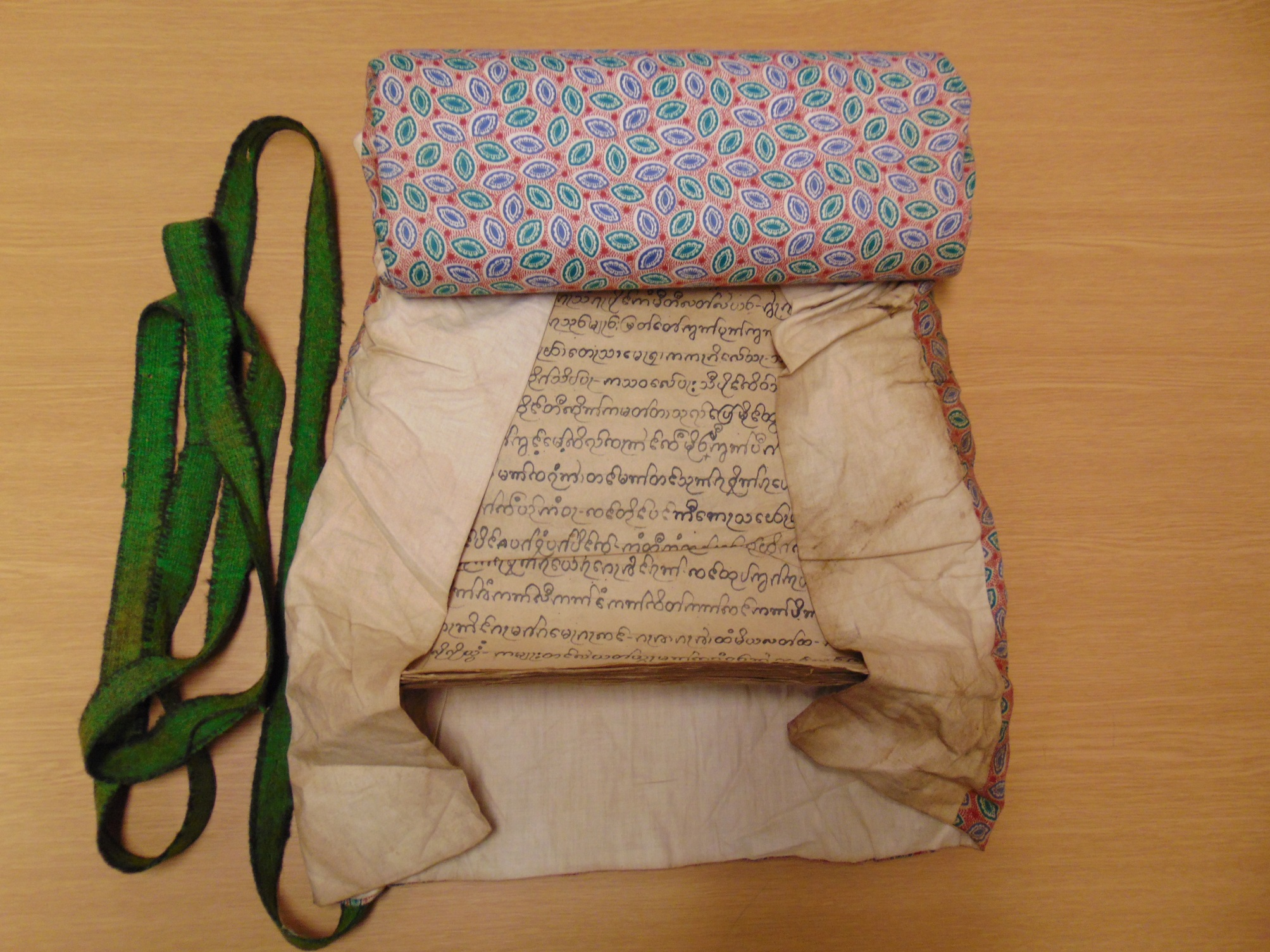
Рукопись на шанском языке, дореформенное шанское письмо

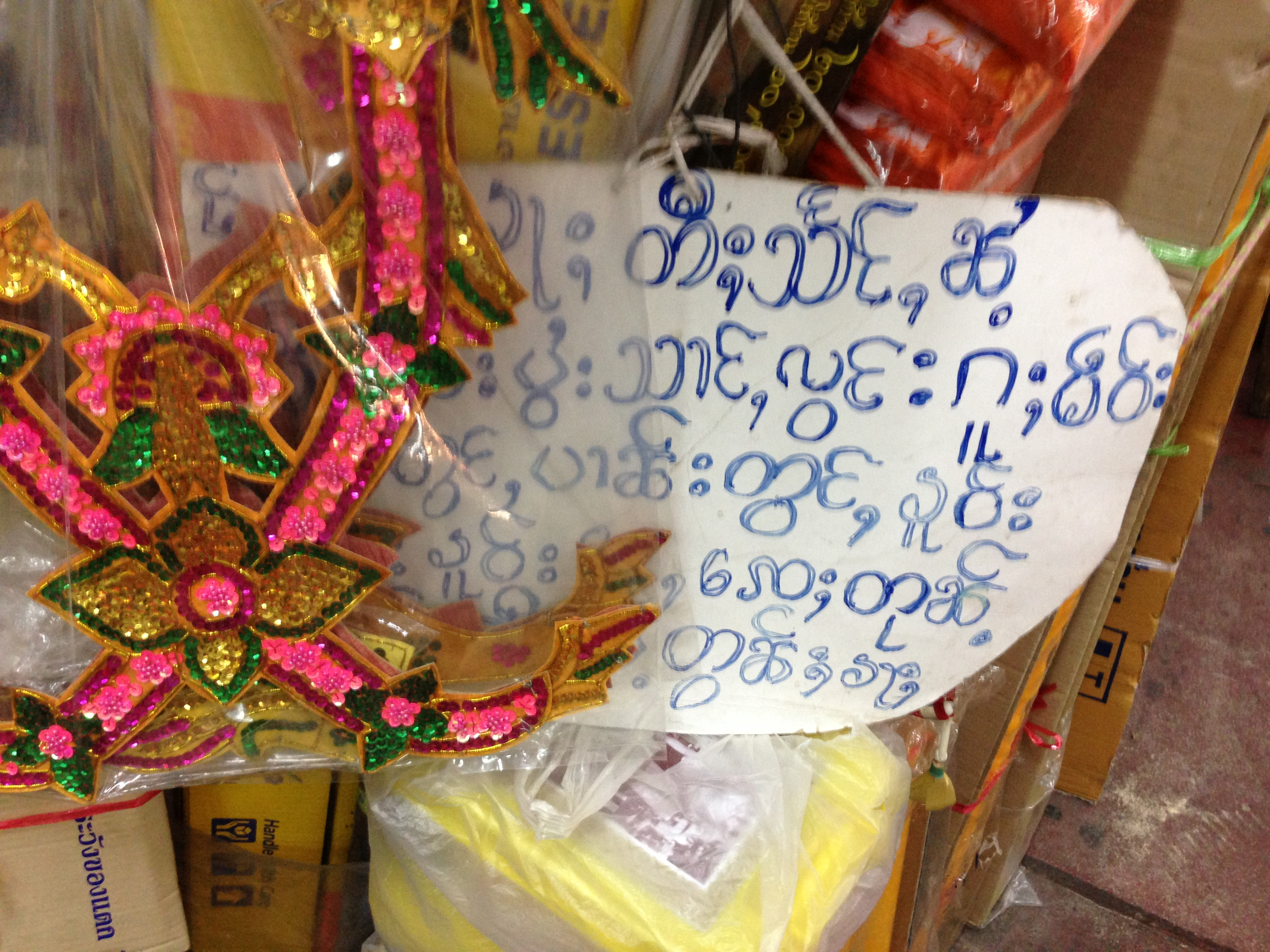
Текст на шанском языке, реформированное шанское письмо

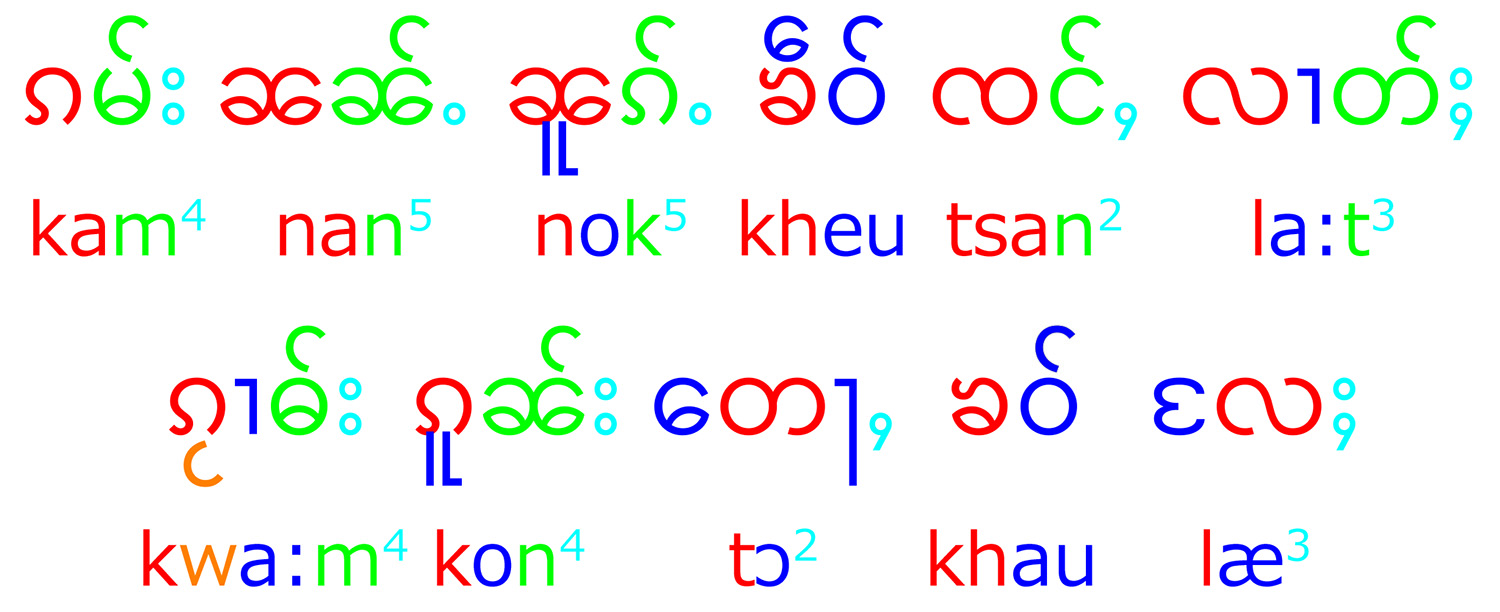
Образец шанского письма с объяснением знаков

Время возникновения шанского письма достоверно неизвестно. По косвенным признакам — времени распространения буддийской книжности и становления государственности в районе проживания шанов — его появление можно датировать XI—XIII веками. Старейшие известные документы на этом письме относятся к XV—XVI векам. Шанское письмо является развитием монского (через бирманское) письма. Его традиционная форма не имела единого стандарта, изобиловала омографами, один и тот же звук мог передаваться разными знаками даже в сочинениях одного автора, тона не обозначались. В 1955 году в Бирме шанское письмо было реформировано, в результате чего оно стало, по оценке специалистов, «одним из наиболее совершенных систем письма в юго-восточной Азии».
Шанское письмо является абугидой. Как и во многих других абугидах южной и юго-восточной Азии, знаки для согласного по умолчанию обозначают сочетание согласного с гласным [a]. Слог в шанском языке имеет форму CV или CVC. Для обозначения начальных согласных применяются 18 знаков.
| Начальные согласные | Начальные согласные | Начальные согласные | Начальные согласные | Начальные согласные | Начальные согласные | Начальные согласные | Начальные согласные | Начальные согласные | Начальные согласные | Начальные согласные | Начальные согласные | Начальные согласные | Начальные согласные | Начальные согласные | Начальные согласные | Начальные согласные | Начальные согласные |
| ------------------- | ------------------- | ------------------- | ------------------- | ------------------- | ------------------- | ------------------- | ------------------- | ------------------- | ------------------- | ------------------- | ------------------- | ------------------- | ------------------- | ------------------- | ------------------- | ------------------- | ------------------- |
| ၵ                   | ၶ                   | င                   | ၸ                   | သ                   | ၺ                   | တ                   | ထ                   | ၼ                   | ပ                   | ၽ                   | မ                   | ယ                   | လ                   | ဝ                   | ၾ                   | ႁ                   | ဢ                   |
| [k]                 | [kh], [x]           | [ng]                | [ts]                | [s(h)]              | [nj]                | [t]                 | [th]                | [n]                 | [p]                 | [ph]                | [m]                 | [j]                 | [l]                 | [v]                 | [f]                 | [h]                 | [ʔ]                 |

Для обозначения конечных согласных используется надбуквенный знак-вирама ် (မ်, ၼ်, င်, ပ်, တ်, ၵ်). Кроме того, для обозначения звука [ʃ] применяется комбинация знаков သ + ျ = သျ, а для звука [phr] комбинация знаков ၽ + ြ = ၽြ. Также для заимствованных слов иногда употребляется знак ရ — [r].
Средние гласные в слоге типа CVC обозначаются посредством значков, расположенных справа, сверху или снизу от знака для согласного.
| Средние гласные | Средние гласные | Средние гласные | Средние гласные | Средние гласные | Средние гласные | Средние гласные | Средние гласные | Средние гласные | Средние гласные | Средние гласные |
| --------------- | --------------- | --------------- | --------------- | --------------- | --------------- | --------------- | --------------- | --------------- | --------------- | --------------- |
| ◌               | ၢ                | ိ                | ဵ                | ႅ                | ု                | ူ                | ွ                | ို                | ိူ                | ႂ                |
| [ɑ]             | [ɑː]            | [i]             | [e]             | [æ]             | [u]             | [o]             | [ɔ]             | [ɯ]             | [ə]             | [w]             |

Схожий способ применяется для обозначения конечных гласных и дифтонгов в слогах типа CV.
| Конечные гласные | Конечные гласные | Конечные гласные | Конечные гласные | Конечные гласные | Конечные гласные | Конечные гласные | Конечные гласные | Конечные гласные | Конечные гласные | Конечные гласные | Конечные гласные | Конечные гласные | Конечные гласные | Конечные гласные | Конечные гласные | Конечные гласные | Конечные гласные | Конечные гласные | Конечные гласные | Конечные гласные | Конечные гласные |
| ---------------- | ---------------- | ---------------- | ---------------- | ---------------- | ---------------- | ---------------- | ---------------- | ---------------- | ---------------- | ---------------- | ---------------- | ---------------- | ---------------- | ---------------- | ---------------- | ---------------- | ---------------- | ---------------- | ---------------- | ---------------- | ---------------- |
| ႃ                 | ီ                 | ေ                 | ႄ                 | ူ                 | ူဝ်                | ေႃ                 | ိုဝ်                | ိူဝ်                | ႆ                 | ၢႆ                 | ုၺ်                | ူၺ်                | ွႆ                 | ိုၺ်                | ိူၺ်                | ဝ်                | ၢဝ်                | ိဝ်                | ဵဝ်                | ႅဝ်                | ႂ်                 |
| [aː]             | [iː]             | [e]              | [æ]              | [uː]             | [o]              | [ɔ]              | [ɯ]              | [ə]              | [ai]             | [aːi]            | [ui]             | [oi]             | [ɔi]             | [ɯi]             | [əi]             | [au]             | [aːu]            | [iu]             | [eu]             | [æu]             | [aɯ]             |

До реформы 1955 года тона на письме не обозначались. В настоящее время тона обозначаются специальными знаками после соответствующего слога. В 1969 году была предложена реформа обозначения тонов, но она не был реализована.
| Действующая орфография | ◌          | ႇ       | ႈ                   | း        | ႉ                   | ႊ        |
| Проект 1969 года       | ◌          | ႉ       | ႌ                   | း        | ့                   | ့ႉ        |
| Описание тона          | восходящий | низкий | средний нисходящий | высокий | высокий нисходящий | средний |

## Тай-ныа

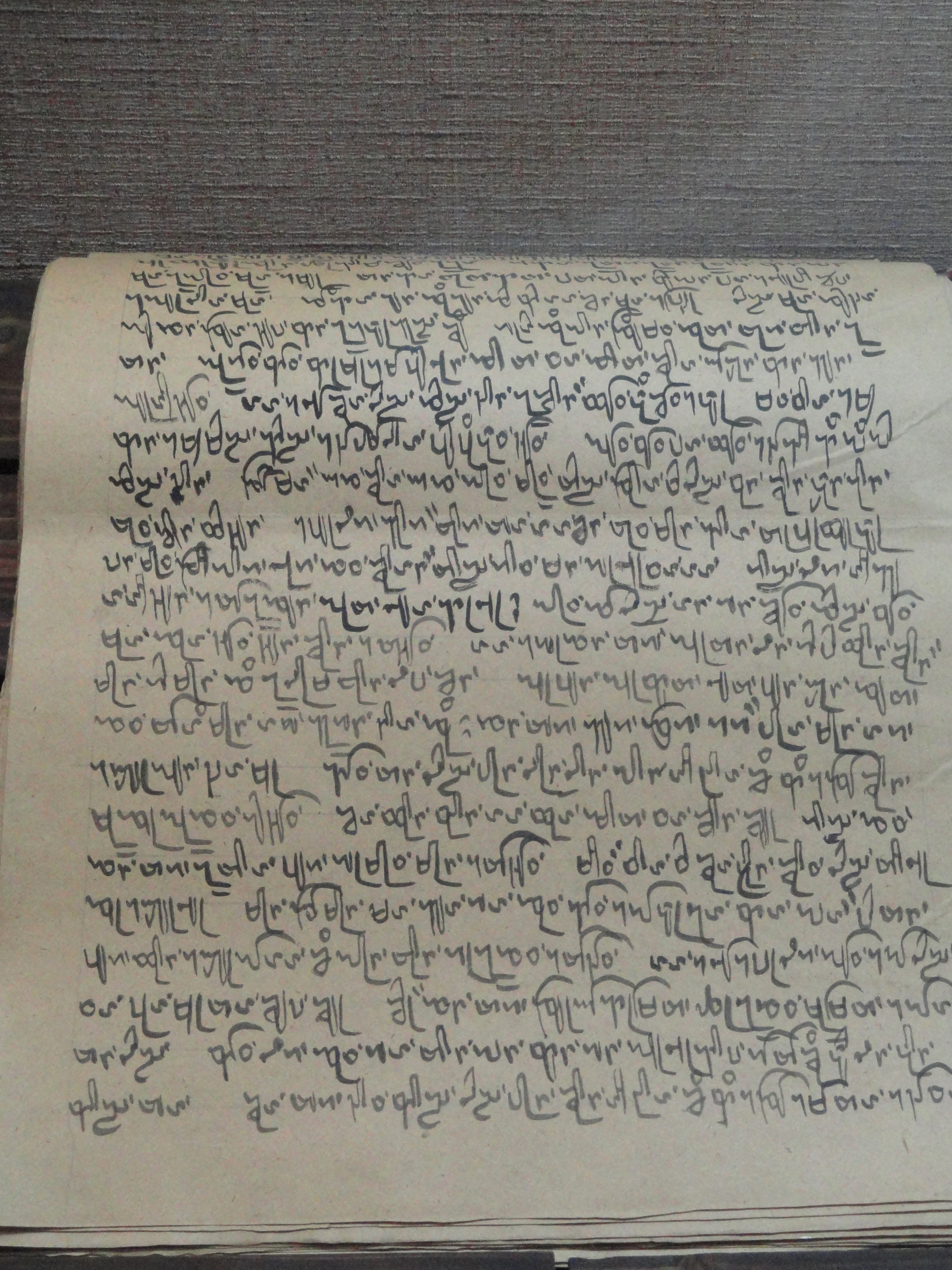
Рукопись на дореформенном письме тай-ныа

Письмо тай-ныа графически близко к письму ахом и происходит, вероятно, от письма деванагари. Как и шанское письмо, оно является абугидой, однако, в отличие от него, все знаки тай-ныа записываются последовательно в одну линию. Возникло, предположительно, в XIV веке. До реформ XX века письмо тай-ныа включало следующие знаки:
| Согласные | Согласные | Согласные | Согласные | Согласные | Согласные | Согласные | Согласные | Согласные | Согласные | Согласные | Согласные | Согласные | Согласные | Согласные | Согласные | Согласные | Согласные | Согласные |
| --------- | --------- | --------- | --------- | --------- | --------- | --------- | --------- | --------- | --------- | --------- | --------- | --------- | --------- | --------- | --------- | --------- | --------- | --------- |
| ᥐ         | ᥑ         | ᥒ         | ᥓ         | ᥔ         | ᥭ         | ᥖ         | ᥗ         | ᥢ         | ᥙ         | ᥚ         | ᥛ         | ᥕ         | ᥘ         | ᥝ         | ᥜ         | ᥞ         |           | ᥟ         |
| [k]       | [x]       | [ŋ]       | [ts]      | [s]       | [ɲ]       | [t]       | [tʰ]      | [n]       | [p]       | [pʰ]      | [m]       | [j]       | [l]       | [w]       | [s]       | [h]       | [h]       | [ʔ]       |

Для обозначения гласных использовались буквы ᥣ, ᥤ, ᥬ, ᥨ, ᥩ, ᥫ. Тона на письме не обозначались.
В 1954 году письмо тай-ныа подверглось реформе. Было изменено значение знака ᥜ — он стал обозначать звук [f]. Введён знак ᥠ для обозначения звука [tsʰ]. Также было упорядочено написание гласных. Введены диакритические знаки для обозначения тонов: ˃ — средний тон, : — высокий тон, ˇ — низкий тон, ˋ — средний нисходящий тон, ˖ — высокий нисходящий тон, ˊ — средний восходящий тон. Кроме того было решено использовать разные формы знаков для заглавных и строчных согласных в инициалях. Для заглавных букв были сохранены традиционные знаки тай-ныа, а для строчных были взяты знаки бирманского письма. Знаки для строчных согласных в инициалях имели следующий вид:
| ဂ   | ၷ   | င   | ငဝ   | သ   | ဒပ  | တ   | ထ    | ဏ   | ပ   | ဘ    | မ   | ယ   | လ   | ဝ   | ပႁ  | ၥႁ    | ႁၥ  | ႁ   | က   |
| [k] | [x] | [ŋ] | [ts] | [s] | [ɲ] | [t] | [tʰ] | [n] | [p] | [pʰ] | [m] | [j] | [l] | [w] | [f] | [tsʰ] | [h] | [h] | [ʔ] |

Вторая реформа письма тай-ныа состоялась в 1956 году. Были упразднены бирманские начертания для строчных согласных, вновь пересмотрено написание гласных звуков (оно стало более последовательным), изменены значения ряда знаков для согласных (вместо ᥭ [ɲ] стали писать ᥒ [ŋ], вместо ᥠ [tsʰ] — ᥔ [s], вместо ᥢ [n] — ᥘ [l], вместо  — ᥜ [f]), изменён способ обозначения тонов — средний тон перестал обозначаться на письме, для других же тонов были введены латинские буквы r, e, a, v, c.
В 1963—1964 годах письменность тай-ныа была реформирована в третий раз. Были введены 3 знака для согласных (ᥠ [kʰ], ᥡ [tsʰ],
ᥢ [n]), вновь внесены изменения в обозначение гласных, а латинские буквы для обозначения тонов снова заменены диакритическими знаками.
В 1988 году прошла четвёртая реформа тай-ныа: диакритические знаки для обозначения тонов были заменены значками, схожими по написанию с латинскими буквами, использовавшимися для этой цели в 1956—1964 годах.

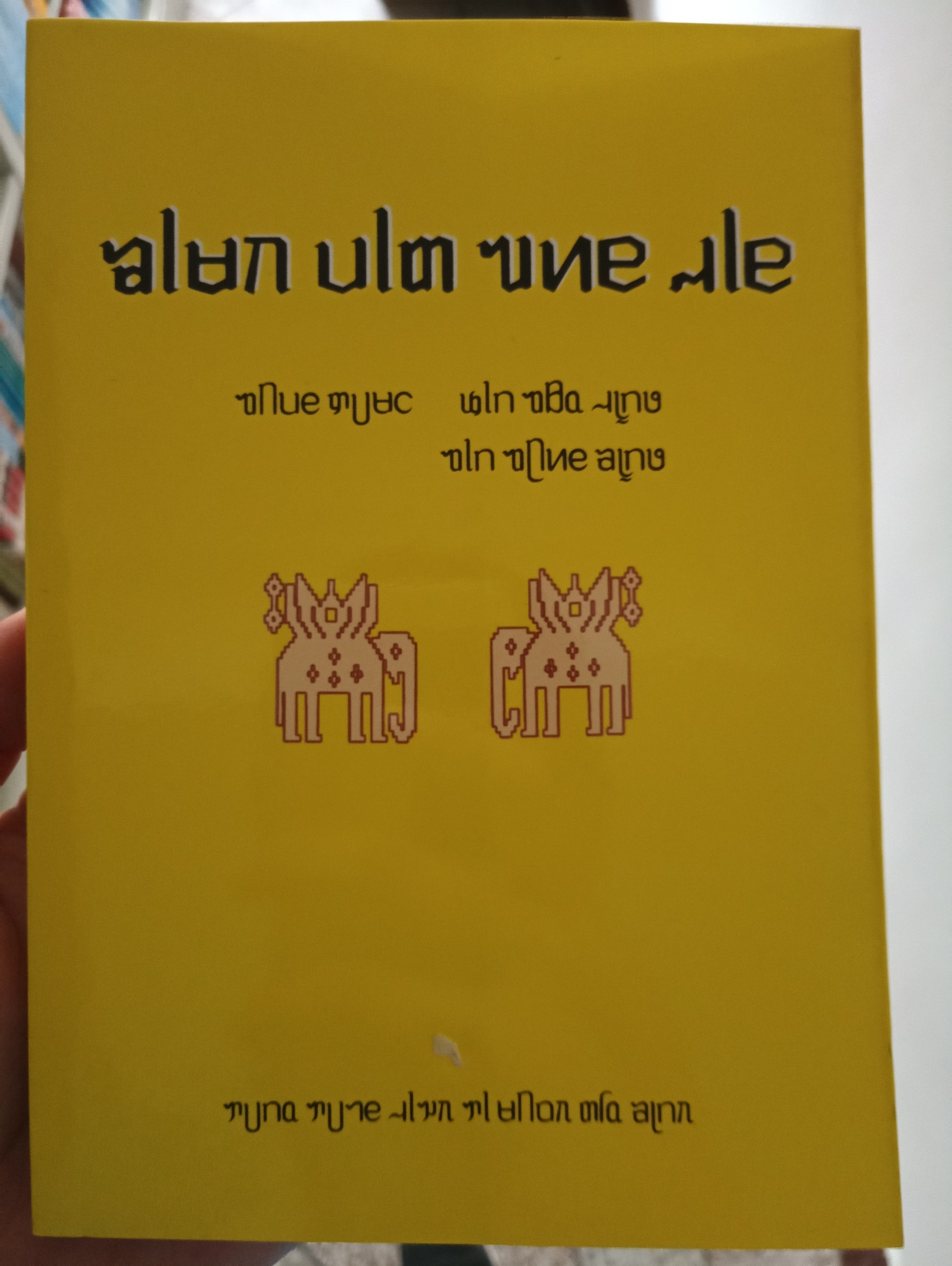
Книга на современном письме тай-ныа

В настоящее время письмо тай-ныа состоит из следующих знаков:
| Согласные | Согласные | Согласные | Согласные | Согласные | Согласные | Согласные | Согласные | Согласные | Согласные | Согласные | Согласные | Согласные | Согласные | Согласные | Согласные | Согласные | Согласные | Согласные |
| --------- | --------- | --------- | --------- | --------- | --------- | --------- | --------- | --------- | --------- | --------- | --------- | --------- | --------- | --------- | --------- | --------- | --------- | --------- |
| ᥐ         | ᥑ         | ᥒ         | ᥓ         | ᥔ         | ᥕ         | ᥖ         | ᥗ         | ᥘ         | ᥙ         | ᥚ         | ᥛ         | ᥜ         | ᥝ         | ᥞ         | ᥟ         | ᥠ         | ᥡ         | ᥢ         |
| [k]       | [x]       | [ŋ]       | [ts]      | [s]       | [j]       | [t]       | [tʰ]      | [l]       | [p]       | [pʰ]      | [m]       | [f]       | [w]       | [h]       | [ʔ]       | [kʰ]      | [tsʰ]     | [n]       |

| ᥣ   | ᥤ   | ᥥ   | ᥦ   | ᥪ   | ᥬ    | ᥧ   | ᥨ   | ᥩ   | ᥫ   | ᥭ    |
| [a] | [i] | [e] | [ɛ] | [ɯ] | [aɯ] | [u] | [o] | [ɔ] | [ə] | [ai] |

| ᥰ | ᥱ | ᥲ | ᥳ | ᥴ |
| 2 | 3 | 4 | 5 | 6 |